# Karin Alexandersson
Karin Sofia Alexandersson, född 22 november 1878 i Nikolai församling i Stockholm, död där 21 november 1948, var en svensk skådespelare och talpedagog.

## Biografi
Karin Alexandersson studerade vid Dramatens elevskola 1904–1907. Hon återvände 1927 som lärare i tal- och röstvård och arbetade där till sin död. I sitt arbete som talpedagog eftersträvade hon en rikssvenska utan talfel och regionala drag. Hon har som talpedagog påverkat bland andra skådespelaren Sif Ruud.
Alexandersson filmdebuterade 1912 i Anna Hofman-Uddgrens filmatisering av Fröken Julie och kom att medverka i drygt 20 filmproduktioner. Inom stumfilm verkade hon 1912–1923, inom ljudfilm 1939–1946 samt på teaterscenen 1907–1934.
Hon är begravd på Norra begravningsplatsen utanför Stockholm.
Hon var syster till kompositören Helmer Alexandersson.

## Filmografi
- 1912 – Fadren
- 1912 – Fröken Julie
- 1912 – Trädgårdsmästaren
- 1914 – För sin kärleks skull
- 1914 – Prästen
- 1914 – Födelsedagspresenten
- 1917 – Löjtnant Galenpanna
- 1923 – Hårda viljor
- 1939 – Filmen om Emelie Högqvist
- 1940 – Ett brott
- 1940 – En, men ett lejon!
- 1941 – Landstormens lilla argbigga
- 1941 – Den ljusnande framtid
- 1942 – Jacobs stege
- 1943 – Det brinner en eld
- 1944 – Hans officiella fästmö
- 1944 – Klockan på Rönneberga
- 1944 – Jag är eld och luft
- 1945 – Blod och eld
- 1946 – Möte i natten

## Teater
Mellan 1907 och 1934 var Karin Alexandersson engagerad vid ett flertal teatrar.
- 1907–1910 vid Intima Teatern i Stockholm. Vid nämnda teater uppfördes bland annat August Strindbergs pjäs Fadren 1908 där Alexandersson framförde rollen som Laura.[2] Hennes rollprestation vann tillsammans med de två andra huvudrollsinnehavarna teaterchefen August Falck (i rollen som ryttarmästaren) och Anna Flygare (i rollen som amman) "ganska stort erkännande" i Stockholm.[5] Karin Alexandersson var en av flera i teaterns ensemble som genom gediget arbete gjorde Intima Teatern till vad den var under de tre åren som den var aktiv.[6]
- 1916–1924 vid Lorensbergsteatern i Göteborg.
- 1924–1925 vid Folkteatern i Stockholm.
- 1927–1934 vid Blancheteatern i Stockholm.

Hennes mest kända rollgestaltningar på scen var den som Kristin i Fröken Julie liksom ovan nämnda Laura i Fadren (dessa två gestaltade hon senare på film), fru Heyst i Påsk, Ragna i Äkta makar och fru Levin i Innanför murarna.

### Roller (ej komplett)
| År   | Roll                    | Produktion                                                      | Regi               | Teater                   |
| ---- | ----------------------- | --------------------------------------------------------------- | ------------------ | ------------------------ |
| 1911 | Hulda, tjänarinna Ragna | Äkta makar Peter Egge                                           | Mauritz Stiller    | Lilla teatern            |
| 1911 | Prostinnan              | Bakom Kuopio Gustaf von Numers                                  | Mauritz Stiller    | Lilla teatern            |
| 1911 | Matrjona                | Mörkrets makt Leo Tolstoj                                       | Mauritz Stiller    | Lilla teatern            |
| 1912 | Änkefru Thomsen         | Miss Williams from New York Gustav Wied och Jens Petersen       | Mauritz Stiller    | Lilla teatern            |
| 1912 | Modern                  | Leka med elden August Strindberg                                |                    | Lilla teatern            |
| 1912 | Mathilda Giselius       | Zoologi Ludwig Thoma                                            | Mauritz Stiller    | Lilla teatern            |
| 1912 | Lizzie Roberts          | Hur man vinner en man (The Lottery Man) Rida Johnson-Young      | Knut Nyblom        | Vasateatern              |
| 1914 | Rosa                    | Trötte Teodor Max Neal och Max Ferner                           | Knut Nyblom        | Vasateatern              |
| 1915 | En amma                 | Nattfrämmande Fritz Friedmann-Frederich                         |                    | Vasateatern              |
| 1915 | Molly                   | Niobe Harry Paulton och Edward Paulton                          | Oscar Byström      | Vasateatern              |
| 1916 | Marie                   | Annonsera! Roi Cooper Megrue och Walter Hackett                 | Knut Nyblom        | Vasateatern              |
| 1925 |                         | Flickorna Gyurkovics Ferenc Herczeg                             |                    | Folkteatern              |
| 1925 | Fru Louise Björner      | Lite ljuga... Sven Åkerberg                                     | Helge Wahlgren     | Helsingborgs stadsteater |
| 1925 | Prudence                | Kameliadamen Alexandre Dumas den yngre                          | Helge Wahlgren     | Helsingborgs stadsteater |
| 1925 | Karen Tygesen           | Geografi och kärlek Bjørnstjerne Bjørnson                       | Helge Wahlgren     | Helsingborgs stadsteater |
| 1925 | Skomakarfrun            | Den sköna Melusina Oscar Rydqvist                               |                    | Helsingborgs stadsteater |
| 1925 | Amman                   | Ljungby horn Edgar Collin, Vilhelm Østergaard, och Alfred Ipsen | Helge Wahlgren     | Helsingborgs stadsteater |
| 1926 | Kyrkoherdens hustru     | Stora barndopet Oskar Braaten                                   | Helge Wahlgren     | Helsingborgs stadsteater |
| 1926 | Fru Muskat              | Liliom Ferenc Molnár                                            | Torsten Hammarén   | Helsingborgs stadsteater |
| 1926 | Statsfrun               | Nationalmonumentet Tor Hedberg                                  | Helge Wahlgren     | Helsingborgs stadsteater |
| 1927 | Lovisa                  | Håkansbergsleken Einar Holmberg                                 | Harry Roeck-Hansen | Blancheteatern           |
| 1927 | Mrs Hanbury Harness     | Livets gång Clemence Dane                                       | Harry Roeck-Hansen | Blancheteatern           |
| 1927 | Dona Socorro            | Socorros inackorderingar Miguel Ramos Carrión och Vital Aza     | Hjalmar Selander   | Blancheteatern           |
| 1928 | Mrs Freeman             | Fanatiker Miles Malleson                                        | Harry Roeck-Hansen | Blancheteatern           |
| 1928 |                         | Domprosten Bomander Mikael Lybeck                               | Harry Roeck-Hansen | Blancheteatern           |
| 1929 | Fru Heyst               | Påsk August Strindberg                                          | Harry Roeck-Hansen | Blancheteatern           |
| 1929 | Mrs Halevy              | Såna barn Maxwell Anderson                                      | Erik Berglund      | Blancheteatern           |
| 1929 | Tvätterskan             | Maya Simon Gantillon                                            | Harry Roeck-Hansen | Blancheteatern           |
| 1929 | Miss May Tweedie        | Cocktails Leslie Howard                                         | Harry Roeck-Hansen | Blancheteatern           |
| 1930 | Anina Bagge             | Storken Thit Jensen                                             | Harry Roeck Hansen | Blancheteatern           |
| 1931 | Anina Bagge             | Storken Thit Jensen                                             | Harry Roeck Hansen | Blancheteatern           |
| 1933 | Gertrud                 | Livet har rätt Dicte Sjögren                                    | Harry Roeck-Hansen | Blancheteatern           |
| 1933 | Mor Bonnard             | Spillror Dicte Sjögren                                          | Harry Roeck-Hansen | Blancheteatern           |
| 1934 | Hanni                   | Flickor i uniform Christa Winsloe                               | Harry Roeck-Hansen | Blancheteatern           |

### Fotnoter
1. 1 2  ”Karin Alexandersson”. http://www.sfi.se/sv/svensk-filmdatabas/Item/?type=PERSON&itemid=57476&ref=%2ftemplates%2fSwedishFilmSearchResult.aspx%3fid%3d1225%26epslanguage%3dsv%26searchword%3dkarin+alexandersson%26type%3dPerson%26match%3dBegin%26page%3d1%26prom%3dFalse. Läst 19 september 2012.
2. 1 2 3 4 5 6  Österberg, Carin, 1917- (1990). Svenska kvinnor : föregångare, nyskapare. Signum. ISBN 9187896036. OCLC 24445519. https://www.worldcat.org/oclc/24445519. Läst 15 augusti 2019
3. ↑  SvenskaGravar
4. ↑  ”Helmer Alexandersson – Svensk Filmdatabas”. http://www.svenskfilmdatabas.se/sv/item/?type=person&itemid=57997. Läst 6 september 2019.
5. ↑  ”810 (Hvar 8 dag / Årg. 9 (1907/1908))”. runeberg.org. https://runeberg.org/hvar8dag/9/0830.html. Läst 15 augusti 2019.
6. ↑  Hillberg, Olof (1948). Teater i Sverige utanför huvudstaden. Läst 15 augusti 2019
7. ↑  ”Teater, konst, litteratur”. Dagens Nyheter:  s. 8. 14 februari 1911. http://arkivet.dn.se/tidning/1911-02-14/14645/8. Läst 6 mars 2017.
8. ↑  ”Teater, konst, litteratur”. Dagens Nyheter:  s. 8. 5 september 1911. http://arkivet.dn.se/tidning/1911-09-05/14842/8. Läst 6 mars 2017.
9. ↑  Bo Bergman (30 mars 1911). ”Lilla teaterns premiär af 'Bakom Kuopio'”. Dagens Nyheter:  s. 5. http://arkivet.dn.se/tidning/1911-03-30/14688/1. Läst 6 mars 2017.
10. ↑  Bo Bergman (15 november 1911). ”Lilla teatern: 'Mörkrets makt'”. Dagens Nyheter:  s. 6. http://arkivet.dn.se/tidning/1911-11-15/14913/6. Läst 6 mars 2017.
11. ↑  ”Teater, konst, litteratur”. Dagens Nyheter:  s. 7. 10 januari 1912. http://arkivet.dn.se/tidning/1912-01-10/14965/7. Läst 7 mars 2017.
12. ↑  ”August Strindbergs dag”. Dagens Nyheter:  s. 7. 20 januari 1912. http://arkivet.dn.se/tidning/1912-01-20/14975/7. Läst 7 mars 2017.
13. ↑  Bo Bergman (10 februari 1912). ”Teater, konst, litteratur”. Dagens Nyheter:  s. 6. http://arkivet.dn.se/tidning/1912-02-10/14996/6. Läst 7 mars 2017.
14. ↑  ”Hur man vinner en man”. Musikverket. https://calmview.musikverk.se/CalmView/Record.aspx?src=CalmView.Performance&id=PERF23247&pos=343. Läst 12 maj 2024.
15. ↑  ”Trötte Teodor”. Musikverket. http://calmview.musikverk.se/CalmView/Record.aspx?src=CalmView.Performance&id=PERF14400&pos=219. Läst 8 juli 2015.
16. ↑  ”Nattfrämmande”. Musikverket. http://calmview.musikverk.se/CalmView/Record.aspx?src=CalmView.Performance&id=PERF14557&pos=220. Läst 9 juli 2015.
17. ↑  ”Niobe”. Musikverket. http://calmview.musikverk.se/CalmView/Record.aspx?src=CalmView.Performance&id=PERF14558&pos=222. Läst 9 juli 2015.
18. ↑  ”Annonsera”. Musikverket. http://calmview.musikverk.se/CalmView/Record.aspx?src=CalmView.Performance&id=PERF14361&pos=23. Läst 5 juli 2015.
19. ↑  Oscar Rydqvist (8 mars 1925). ”Succès på Folkteatern”. Dagens Nyheter:  s. 9. http://arkivet.dn.se/arkivet/tidning/1925-03-08/65/9. Läst 28 augusti 2015.
20. ↑  ”Håkansbergsleken”. Musikverket. http://calmview.musikverk.se/CalmView/Record.aspx?src=CalmView.Performance&id=PERF22184&pos=37. Läst 7 april 2016.
21. ↑  ”Livets gång”. Musikverket. http://calmview.musikverk.se/CalmView/Record.aspx?src=CalmView.Performance&id=PERF22186&pos=39. Läst 7 april 2016.
22. ↑  ”Socorros inackorderingar”. Musikverket. http://calmview.musikverk.se/CalmView/Record.aspx?src=CalmView.Performance&id=PERF22187&pos=40. Läst 7 april 2016.
23. ↑  ”Fanatiker”. Musikverket. http://calmview.musikverk.se/CalmView/Record.aspx?src=CalmView.Performance&id=PERF22058&pos=41. Läst 7 april 2016.
24. ↑  ”Scen och Film: Blancheteatern kl. halv 4 i dag”. Dagens Nyheter:  s. 12. 14 april 1928. http://arkivet.dn.se/arkivet/tidning/1928-04-14/101/12. Läst 7 april 2016.
25. ↑  Stig (21 januari 1929). ”Scen och Film: 'Påsk' på Blancheteatern”. Dagens Nyheter:  s. 9. http://arkivet.dn.se/arkivet/tidning/1929-01-21/20/9. Läst 7 april 2016.
26. ↑  ”Såna barn...”. Musikverket. http://calmview.musikverk.se/CalmView/Record.aspx?src=CalmView.Performance&id=PERF22190&pos=44. Läst 7 april 2016.
27. ↑  ”Scen och Film”. Dagens Nyheter:  s. 9. 19 mars 1929. http://arkivet.dn.se/arkivet/tidning/1929-03-19/77/9. Läst 7 april 2016.
28. ↑  ”Så förtjusande människor”. Musikverket. http://calmview.musikverk.se/CalmView/Record.aspx?src=CalmView.Performance&id=PERF22106&pos=47. Läst 7 april 2016.
29. ↑  ”Livet har rätt”. Musikverket. http://calmview.musikverk.se/CalmView/Record.aspx?src=CalmView.Performance&id=PERF22062&pos=71. Läst 10 april 2016.
30. ↑  ”Spillror”. Musikverket. http://calmview.musikverk.se/CalmView/Record.aspx?src=CalmView.Performance&id=PERF22067&pos=76. Läst 11 april 2016.
31. ↑  ”Flickor i uniform”. Musikverket. http://calmview.musikverk.se/CalmView/Record.aspx?src=CalmView.Performance&id=PERF22073&pos=82. Läst 11 april 2016.